# Lestes amicus
Lestes amicus é uma espécie de libelinha da família Lestidae.
Pode ser encontrada nos seguintes países: Angola, Botswana, Malawi, Moçambique, África do Sul, Tanzânia, Zâmbia, Zimbabwe, possivelmente República do Congo e possivelmente em República Democrática do Congo.
Os seus habitats naturais são: florestas subtropicais ou tropicais húmidas de baixa altitude, matagal árido tropical ou subtropical, matagal húmido tropical ou subtropical, rios, rios intermitentes e áreas húmidas dominadas por vegetação arbustiva.